# طهمان بن عمرو الكلابي
هو طهمان بن عمرو بن سلمة الكلابي ، شاعر من صعاليك العرب وفتاكهم في العصر الأموي ، وجمع شعره وأخباره أبو سعيد السكري في كتاب اللصوص ، وطبع جزء من ديوانه من غير أن يعرف أنه له، ثم ظهر له ديوان من شرح أبو سعيد السكري .

## نسبه
- هو طهمان بن عمرو بن سلمة بن سكن بن قريط بن عبد بن أبي بكر بن كلاب بن ربيعة بن عامر بن صعصعة بن معاوية بن بكر بن هوازن بن منصور بن عكرمة بن خصفة بن قيس عيلان بن مضر بن نزار بن معد بن عدنان .

## سيرته
طهمان بن عمرو بن سلمة الكلابي ، ولد في ديار بني ابي بكر بن كلاب من بنو عامر وسكن المدينة وله فيها شعر . فلقد جاء على ذكره ابن حجر في كتابة الإصابة في تمييز الصحابة. كان طهمان من لصوص العرب , عاش في العصر الأموي، وله قصص مع آل مروان،مدح منهم الخليفة عبد الملك بن مروان ، ثم مات طهمان في خلافة عبد الملك بن مروان. وكان طهمان شاعرا فارسا شارك في بعض الأيام، وحمل شخصية قوية قاسية مهابة، حتى أنه عندما كان يسرق، يسرق بدون خوف وحين يطلب، يطلب بذكاء، وحين يهدد، ينفذ تهديده، ولكن طهمان كشاعر لم يأخذ حقه من الدراسة التاريخية والشعرية، رغم ان شعره على قلته يزخر بالألوان والأغراض الشعرية القديمة .

## قصته مع عبد الملك
وفد طهمان على عبد الملك بن مروان، وكان لصاً، فأمر عبد الملك بقطع يده فقال طهمان من الشعر :
فقال عبد الملك : هذا حدّ من حدود الله، ولا بدّ من إقامته، اقطع، فقامت امرأة عجوز كبيرة، وقالت: ياأمير المؤمنين، ولدي وكادّي وكاسبي، فقال: بئس الولد ولدك، وبئس الكادُّ كادُّكِ، وبئس الكاسب كاسبك. هذا حدّ من حدود الله، لابدّ من إقامته. قالت: يا أمير المؤمنين، اجعله بعض ذنوبك التي تستغفر الله منها، فعفا عنه، وأمر بتخليته.وقيل: إن زعيم الخوارج باليمامة نجدة بن عامر الحنفي أخذ طهمان، وكان لصاً، فقطعه. فلما استقام الأمر لعبد الملك أتاه طهمان فأنشده هذه الأبيات ، فجعل له عبد الملك أيمان مئة من بني حنيفة ، فمات قبل أن يصل إليها.

## شعره
- ومنها في المدح :

- في الغزل :

- من لطائف شعره بالغزل والعشق :

فهو يذكر أن محبوبته لو سلمت عليه وهو يحتضر ، لرأى الموت أن تسليمها عليه أمر جلل وحدث عظيم يستحق معه أن يُؤخر له في الأجل وأن يُمدّ له في فسحة العمر !